# Lucky (canção de Zedd)
"Lucky" é uma canção do DJ e produtor musical Zedd, com vocais da cantora americana Remi Wolf. É o segundo single de seu terceiro álbum de estúdio, Telos. A canção foi lançada em 9 de agosto de 2024. Um videoclipe para a música foi lançado no dia 1 de novembro de 2024.

## História
Em uma entrevista, Zedd disse que "Lucky não teria acontecido sem Remi... Cinco anos atrás, ela escreveu o primeiro verso e o refrão, mas não tinha a intenção de continuar na música. No início deste ano, a convidei para o estúdio para ouvir o álbum Telos, o que a fez mudar de ideia e decidir ficar na canção. Trabalhamos juntos no segundo verso, que deu vida à música por completo – ninguém poderia cantá-la tão incrivelmente quanto ela."

## Videoclipe
O videoclipe oficial da canção mistura um tipo de caleidoscópio de efeitos visuais, a câmera transporta Zedd, Remi e o espectador de uma cena para outra no ritmo da música, criando a sensação de que a própria câmera está possuída, impulsionada pelos grooves sonoros da canção. Com uma mistura de filmagens em live-action e truques experimentais com a câmera, o vídeo cria uma estética ousada e imaginativa que complementa perfeitamente o tom contagiante e animado da música.

## Faixa
| Streaming |                           |                                                      |         |  |
| N.º       | Título                    | Compositor(es)                                       | Duração |  |
| 1.        | "Lucky (feat. Remi Wolf)" | Zedd, David Wilson, Dj Ellis, Ilya Kozich, Remi Wolf | 2:06    |  |

## Paradas musicais

### Desempenho
| País (Parada)                           | Melhor Posição |
| --------------------------------------- | -------------- |
| Japão (Billboard Japan)                 | 10             |
| Estados Unidos (Dance/Electronic Songs) | 23             |